# 5-Metoksi-diizopropiltriptamin
5-metoksi-N,N-diizopropiltriptamin (5-MeO-DIPT) je derivat triptamina. On je u znatnoj meri sličan sa triptaminskim hallucinogenima, kao što su alfa-etiltriptamin, N,N-dimetiltriptamin, N,N-dietiltriptamin, bufotenin, psilocibin i psilocin. Od 1999, primećen je porast stepena zloupotrebe ove supstance, zbog njenog halucinogenog dejstva.

## Spoljašnje veze
|  | Molimo Vas, obratite pažnju na važno upozorenje u vezi sa temama iz oblasti medicine (zdravlja). |